# Bernardo Trujillo Calle
Bernardo Trujillo Calle (Venecia, Antioquia; 1928-Medellín, Antioquia, 11 de agosto de 2021) fue un jurista y político colombiano, profesor de derecho comercial, parlamentario, alcalde de Medellín, y rector de varias universidades.

## Trayectoria
Se graduó como abogado en la Universidad de Antioquia en 1957.
Se desempeñó como concejal de Medellín y alcalde de esa ciudad, en 1961. También fue diputado de la Asamblea de Antioquia y miembro de la Cámara de Representantes de Colombia. Fue así mismo presidente del Directorio Liberal de Antioquia. 
Fue rector de dos importantes universidades: una pública, la Universidad de Antioquia (1975), y otra privada, la Universidad de Medellín (1962-1964), de la que fue asociado fundador. También fue uno de los fundadores de la Universidad Autónoma Latinoamericana (1966). Fue profesor de estas universidades, así como de la Universidad Pontificia Bolivariana. 
Estuvo casado con la abogada Rosa Turizo de Trujillo, una de las precursoras del voto femenino en Colombia y destacada activista en defensa de la mujer y de la familia.  
Falleció el 11 de agosto del 2021 en Medellín.

## Obras
- Títulos valores (3 tomos, varias ediciones)
- Las falacias de algunas falacias (ed. Temis)